# Hanwha Q-Cells

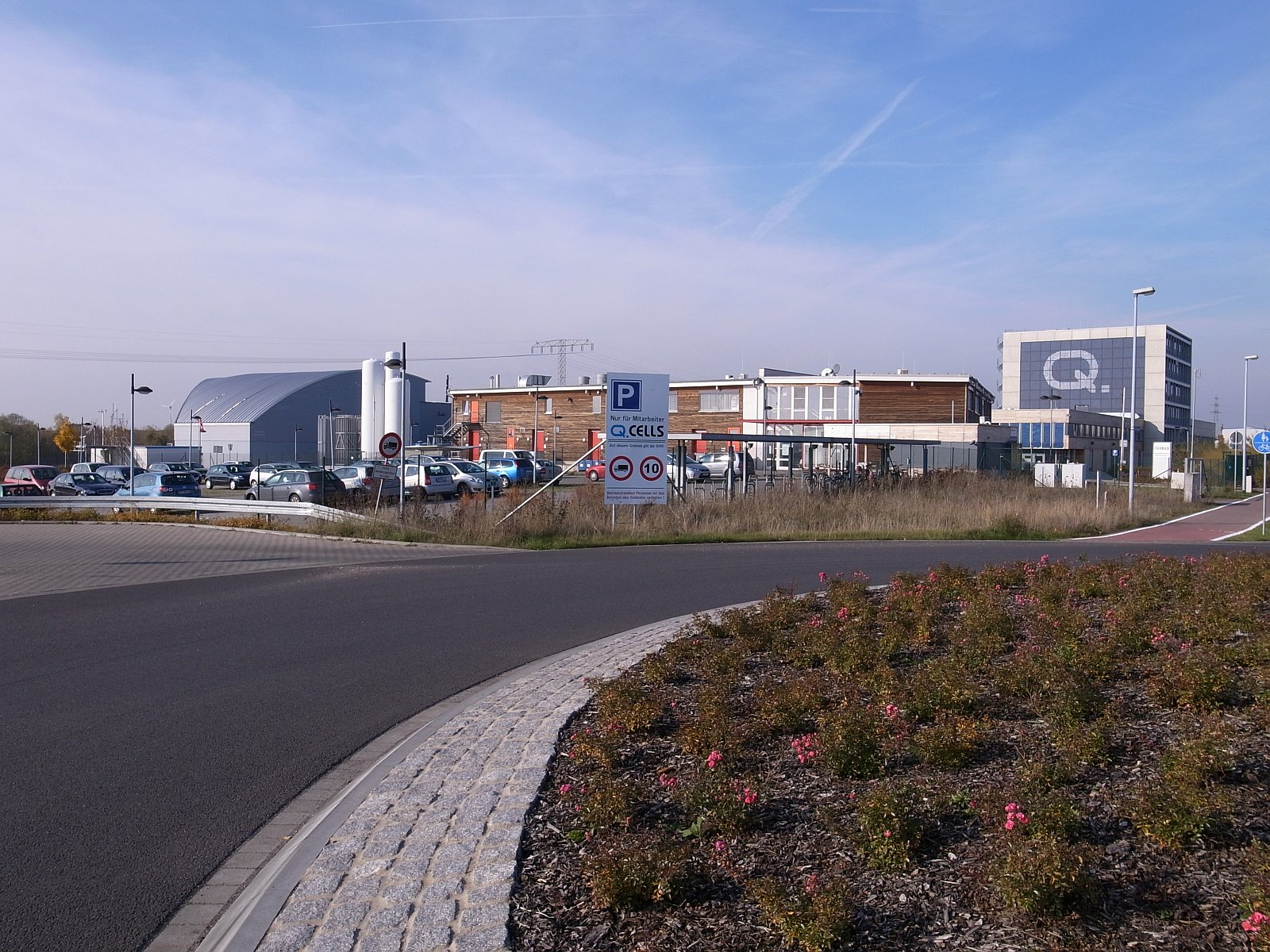
Q-Cells dans la Solar Valley

Hanwha Q-Cells est une entreprise Sud Coréenne fabricant des modules photovoltaïques dont le siège est basé à Séoul. Hanwha Q-Cells est la filiale du groupe Hanwha, anciennement Korea Explosives spécialisé notamment dans les explosifs. Les sites de fabrication de l'entreprise se trouvent en Corée du Sud, en Chine, en Malaysie et aux USA. 

## Historique
Q-Cells est fondée en 1999 en Saxe-Anhalt. Sa réussite est alors considérée comme un modèle pour la reconversion industrielle des Länder de l'ancienne République démocratique allemande.
L'entreprise connaît des difficultés économiques à partir de 2008, en raison de la concurrence d'autres fabricants et de la baisse des subventions publiques en Europe. Q-Cells avait un temps délocalisé sa production vers la Malaisie. Elle dépose son bilan le 3 avril 2012, expliquant que « les perspectives d'existence de l'entreprise n'étaient plus suffisamment garanties ».
Le 26 août 2012, Q-Cells annonce son rachat par le groupe sud-coréen Hanwha, qui va payer environ 50 millions d'euros en liquide. Hanwha avait déjà acquit en 2010, 49 % de SolarOne, une entreprise de panneaux solaires chinoise.